# NDR Elbphilharmonie Orchester
La NDR Elbphilharmonie Orchester è un'orchestra radiofonica tedesca con sede ad Amburgo. Affiliata al Norddeutscher Rundfunk (NDR), (Radio della Germania del nord), l'orchestra ha sede presso l'Elbphilharmonie di Amburgo, in Germania. In precedenza il gruppo era chiamato Sinfonieorchester des Norddeutschen Rundfunks (Orchestra sinfonica della radiodiffusione della Germania settentrionale) ed era anche conosciuto in inglese come la North German Radio Symphony Orchestra.

## Storia
Le autorità di occupazione britanniche fondarono l'orchestra dopo la seconda guerra mondiale come parte di Nordwestdeutscher Rundfunk (NWDR) (Radio Amburgo), che fu l'unica stazione radio in quella che sarebbe diventata la Germania occidentale non distrutta durante la guerra. I primi musicisti provenivano per lo più dai ranghi della vecchia Großes Rundfunkorchester des Reichssenders di Amburgo, controllata dai nazisti. Hans Schmidt-Isserstedt, che viveva vicino ad Amburgo, ricevette il compito di riunire i membri, cosa che realizzò in un periodo di sei mesi. Schmidt-Isserstedt diresse il primo concerto dell'orchestra nel novembre 1945, con Yehudi Menuhin come solista. Schmidt-Isserstedt fu il primo direttore principale dell'orchestra fino al 1971.
L'orchestra visitò per la prima volta il Regno Unito nel 1951, come parte dei concerti che celebravano la riapertura a Manchester della Free Trade Hall. Oltre alle sue esibizioni nel repertorio classico e romantico di compositori come Beethoven e Bruckner, l'orchestra si concentra anche sulle opere contemporanee di Bernd Alois Zimmermann, Wolfgang Rihm e Hans Werner Henze. Ha assunto un'importanza particolare durante la direzione di Günter Wand, dal 1982 al 1990. Wand ha diretto numerose registrazioni con l'orchestra per le etichette RCA Red Seal ed EMI. L'orchestra ha anche registrato per le etichette Deutsche Grammophon e Cpo.
Thomas Hengelbrock diventò direttore principale dell'orchestra con la stagione 2011-2012, con un contratto iniziale di 3 anni. Nel gennaio 2017 l'orchestra fissò la propria nuova residenza nella Elbphilharmonie di nuova apertura e cambiò formalmente il suo nome in NDR Elbphilharmonie Orchester. Nel giugno 2017 l'orchestra ha annunciato che Hengelbrock concluderà il suo incarico con il gruppo al termine della stagione 2018-2019.
Tra i precedenti direttori ospiti c'è stato Alan Gilbert, che ha ricoperto la carica dal 2004 al 2015. L'attuale direttore ospite principale dell'orchestra è Krzysztof Urbanski, dalla stagione 2015-2016. Nel giugno 2017 l'orchestra ha annunciato la nomina di Gilbert come suo prossimo direttore principale, a partire dalla stagione 2019-2020, con un contratto iniziale di 5 stagioni. È già programmato che assumerà il titolo di direttore d'orchestra designato nell'autunno del 2017.
Nel dicembre del 2017 Hengelbrock espresse il suo disappunto riguardo ai tempi dell'annuncio di Alan Gilbert come suo successore designato, entro lo stesso mese dell'annuncio originale della conclusione precedentemente programmata del suo mandato. Hengelbrock ha quindi annunciato la sua intenzione di dimettersi come direttore principale della NDR Elbphilharmonie Orchester alla fine della stagione 2017-2018, una stagione prima di quanto inizialmente previsto.

## Direttori principali
- Hans Schmidt-Isserstedt (1945–1971)
- Moshe Atzmon (1972–1976)
- Klaus Tennstedt (1979–1981)
- Günter Wand (1982–1990)
- John Eliot Gardiner (1991–1994)
- Herbert Blomstedt (1996–1998)
- Christoph Eschenbach (1998–2004)
- Christoph von Dohnányi (2004–2011)
- Thomas Hengelbrock (2011–2018)
- Alan Gilbert (2019-)

## Premi
- 1998: Johannes-Brahms-Medaille della città libera e anseatica di Amburgo
- 2000: Premio per la migliore esecuzione dal vivo in Giappone
- 2014: Grammy per la categoria "Best Compendium Classico" (Hindemith: Violinkonzert - Symphonic Metamorphosis - Konzertmusik op. 50)